# Pararge climene
Pararge climene är en fjärilsart som beskrevs av Eugen Johann Christoph Esper 1783. Pararge climene ingår i släktet Pararge och familjen praktfjärilar. Inga underarter finns listade i Catalogue of Life.